# قلعة هزارة
قلعة هزارة هي قلعة تاريخية تعود إلى عصر القاجاريون، وتقع في ميناب.